# Clubiona aciformis
Clubiona aciformis este o specie de păianjeni din genul Clubiona, familia Clubionidae, descrisă de Zhang și Hu, 1991. Conform Catalogue of Life specia Clubiona aciformis nu are subspecii cunoscute.